# NGC 3023
NGC 3023 este o intermediate spiral galaxy⁠(d) situată în constelația Sextantul. A fost descoperită în 10 martie 1880 de către Édouard Stephan⁠(d). Se află la o distanță de 27,6 de megaparseci de Pământ.